# Rodrigo Alejandro Vargas
Rodrigo Alejandro Vargas (Melbourne, 20 ottobre 1978) è un ex calciatore australiano, di ruolo difensore.

## Palmarès

### Club

#### Competizioni nazionali
- Campionato australiano: 2

2006-2007, 2008-2009
- Premier's Plate: 2

2006-2007, 2008-2009